# 大衛杜夫島

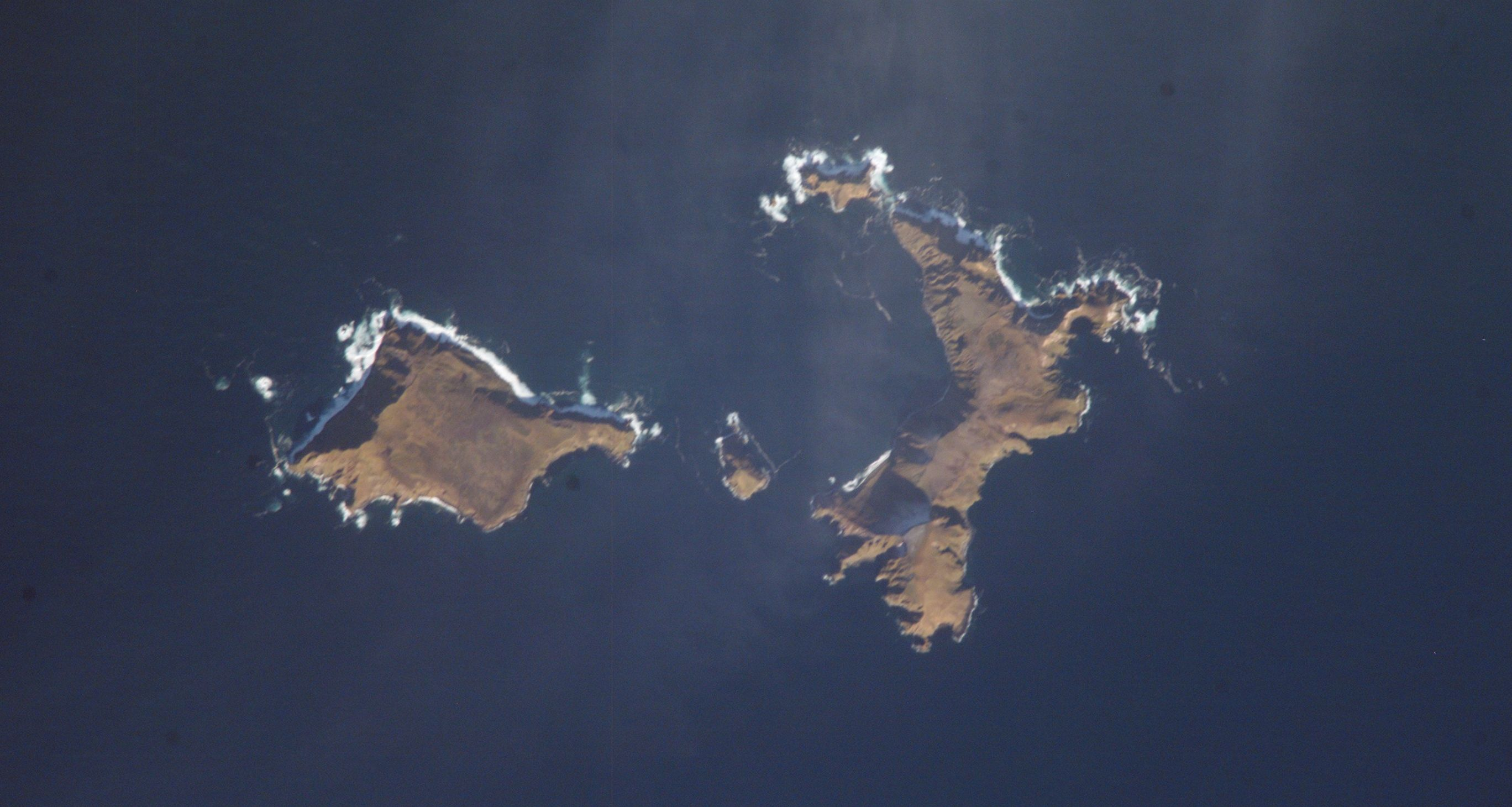

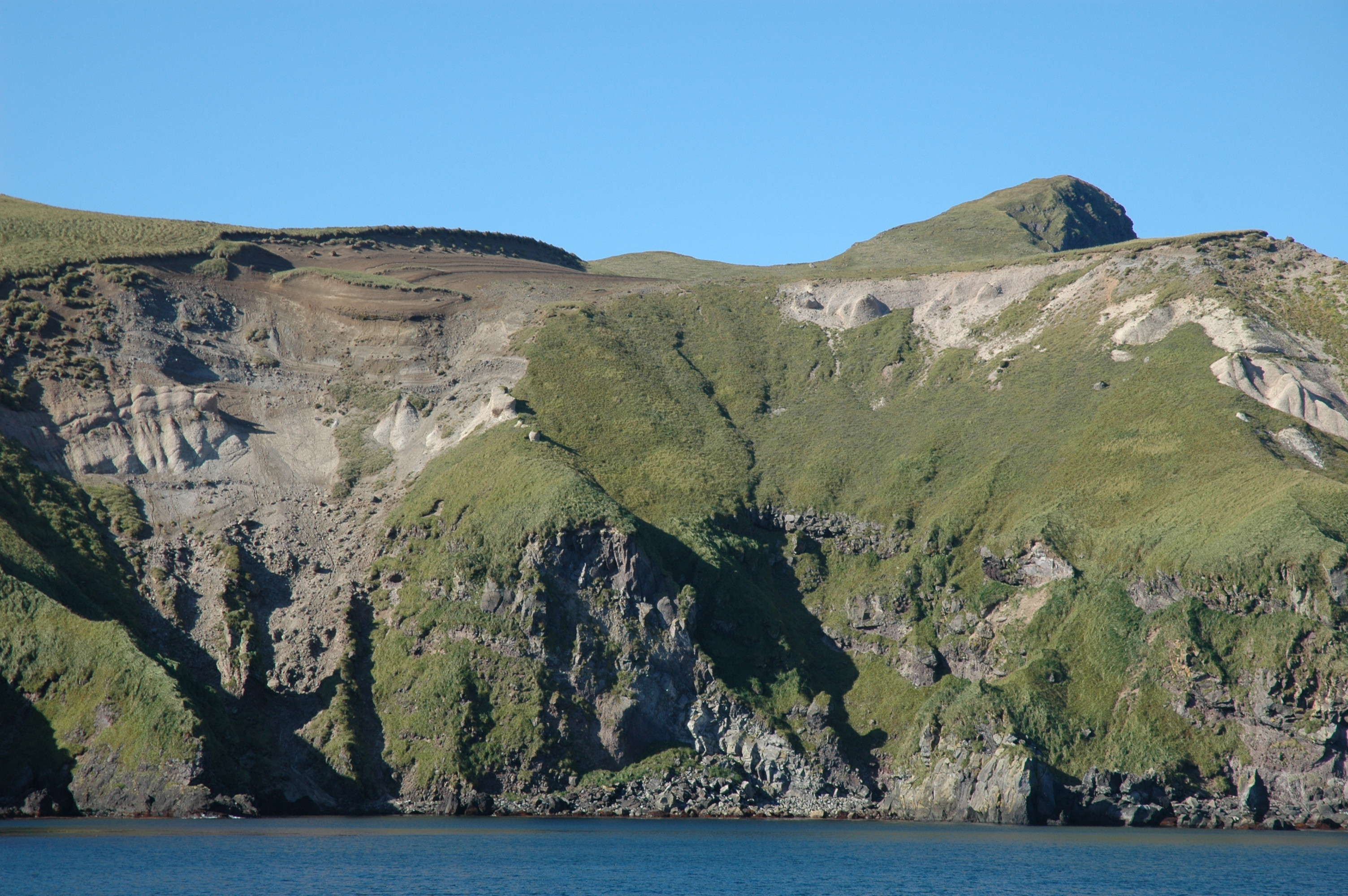

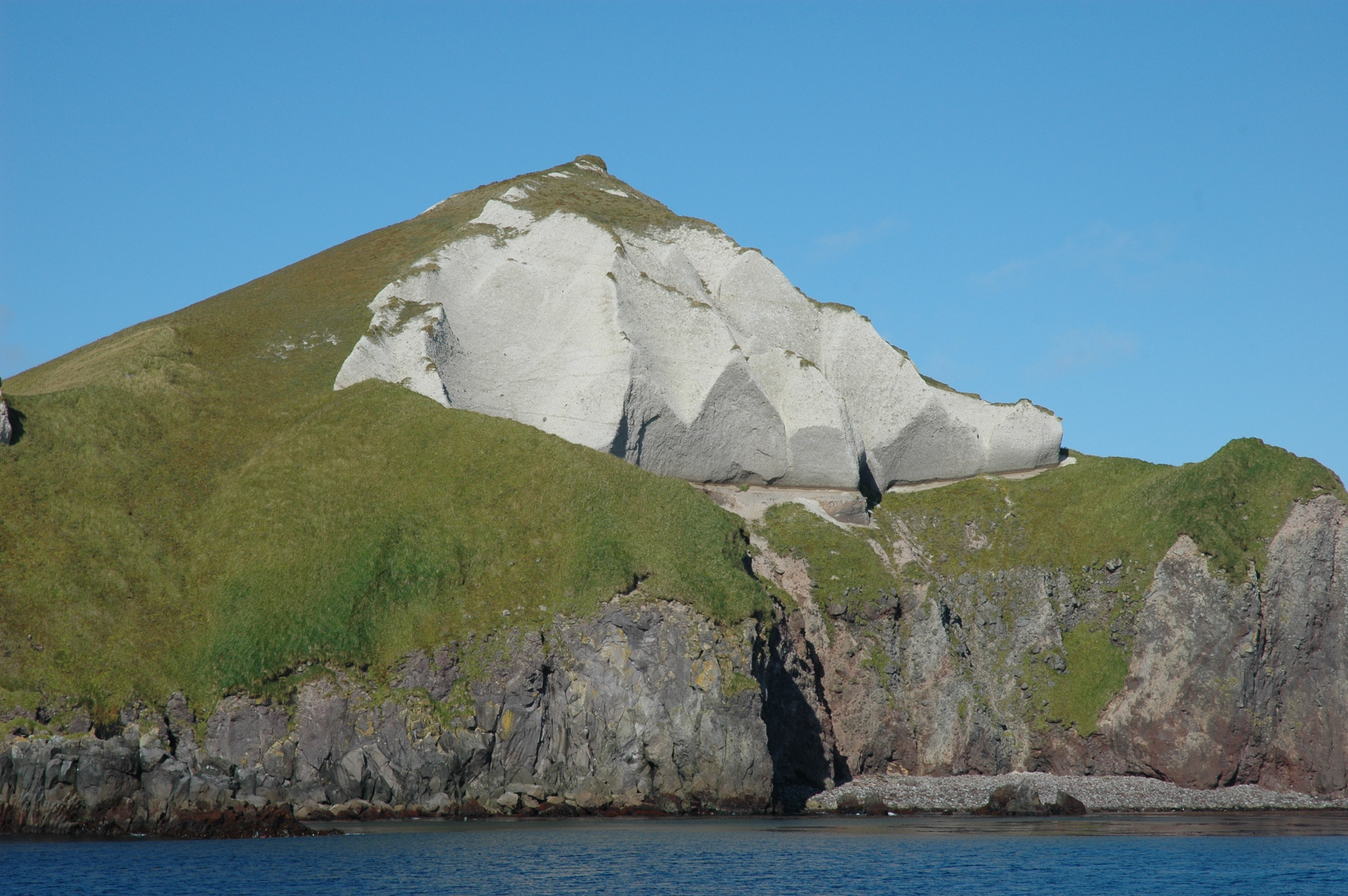

大衛杜夫島是美國的島嶼，位於太平洋海域，屬於拉特群島的一部分，由阿拉斯加州負責管轄，長2英里、寬0.7英里，最高點海拔高度328米，島上無人居住。

## 外部連結
- Alaska Volcano Observatory, Davidof description and statistics （页面存档备份，存于）
- Davidof Island Photos （页面存档备份，存于） Photos from Davidof Island, July 2008

51°57′36″N 178°20′03″E / 51.96000°N 178.33417°E